# سیارک ۴۷۱

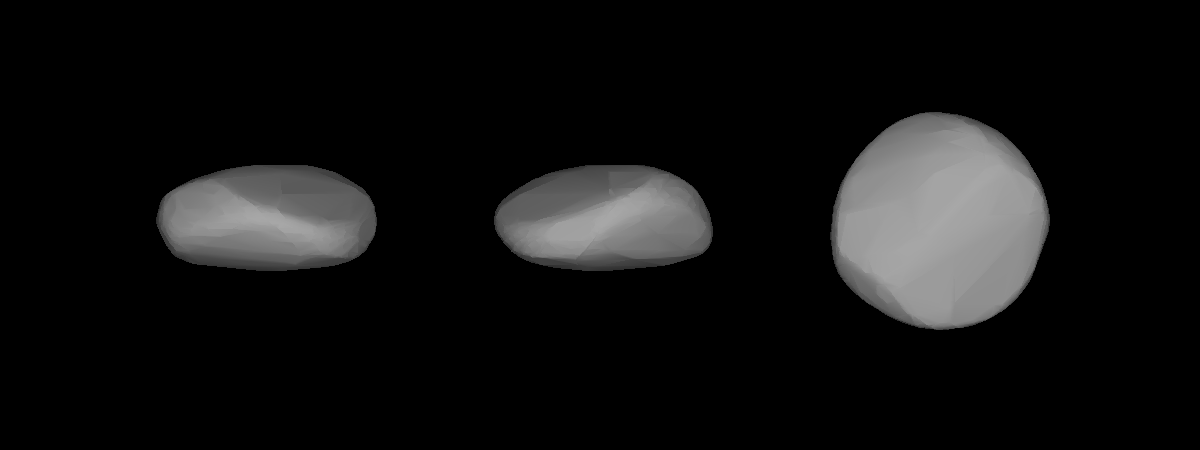
سیارک ۴۷۱

سیارک ۴۷۱ (به انگلیسی: 471 Papagena، نامگذاری:1901GN) چهارصد و هفتاد و یکمین سیارک کشف شده‌است که در ۷ ژوئن ۱۹۰۱ و در هایدلبرگ کشف شد.
قدر مطلق سیارک برابر ۶٫۷۳ است.